# François Jullien

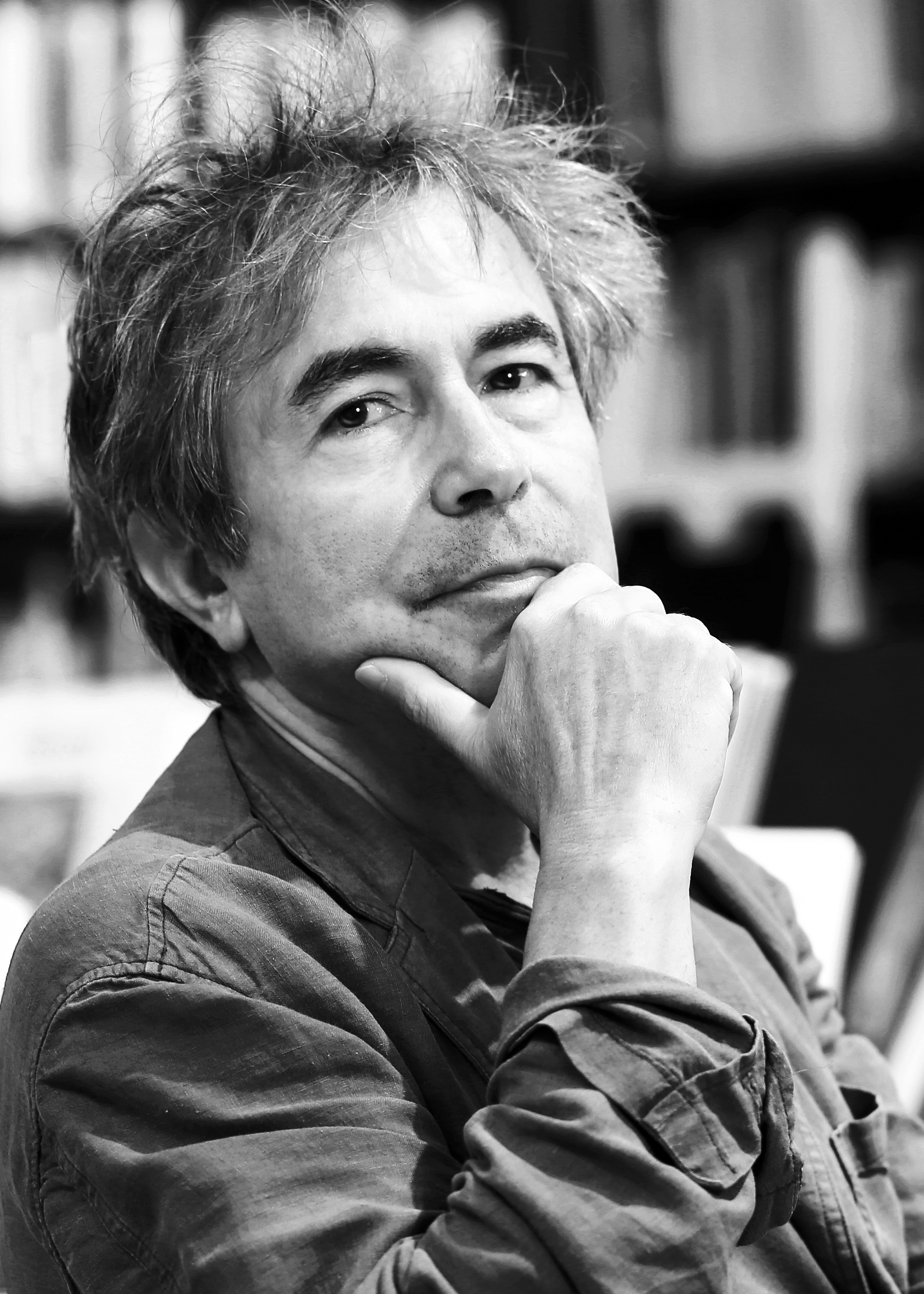
Fondation des Treilles.

François Jullien (2 juni 1951) is een Frans filosoof en oriëntalist.
Jullien studeerde aan de Universiteit van Peking. Sinds 2001 is hij lid van het Institut Universitaire de France. Sinds 2004 is hij professor aan de Université Paris VII-Denis-Diderot en directeur van het Institut de la pensée contemporaine.

## Werken
- Si parler va sans dire, du logos et d'autres ressources, 2006